# 河北留善寺镇
河北留善寺镇，原为河北留善寺乡，是中华人民共和国河北省沧州市肃宁县下辖的一个乡镇级行政单位。面积41.3平方公里，行政村数22个，总人口3.4万，总户数8340户，其中回族人口达到1380人，耕地面积5.73万亩。

## 历史
- 1995年10月，原韩村乡并入河北留善寺乡。
- 2020年6月，撤乡设镇，现区划代码为130926106。[2]

## 行政区划
河北留善寺镇下辖以下地区：
河北留善寺村、河南留善寺村、东堑里村、西堑里村、南庄村、南曹庄村、郭家楼村、柳店村、盘古庄村、大曲堤村、西曲堤村、东乾泊村、西乾泊村、梅家店村、刘庄村、韩村一分村、韩村二分村、韩村三分村、韩村四分村、韩村五分村、龙泉村和徐家庄村。

## 经济
果品种植业是河北留善寺乡的传统优势产业。特色产业是图书印刷发行业，新兴特色产业是渔具制造业。